# 水沟乡
水沟乡是中国陕西省商洛市商南县下辖的一个乡。

## 行政区划
水沟乡下辖以下行政区：
耀岭河村、水沟村、太白村、炭沟村、八里坡村、千家坪村、联合村